# Anselmella oculata
Anselmella oculata är en stekelart som beskrevs av Boucek 1988. Anselmella oculata ingår i släktet Anselmella och familjen finglanssteklar.
Artens utbredningsområde är Papua Nya Guinea. Inga underarter finns listade i Catalogue of Life.